# Сражение при Куортане
Сражение при Куортане (швед. Slaget vid Ruona) — битва, состоявшаяся 20 августа (1 сентября) 1808 при Куортане в ходе русско-шведской войны 1808—1809 годов (у шведов называется сражение при Руоне). В результате упорных боёв шведские войска отбили атаки русских, но отступили из-за обхода своих позиций и угрозы окружения. 

## Перед битвой
Весной 1808 года немногочисленные и разбросанные по всей Финляндии русские войска потерпели ряд неудач и перешли к обороне.
Для исправления ситуации начальником главной группы войск, на замену генералу Н. Н. Раевскому, был назначен граф Н. М. Каменский, блестящий сподвижник А. В. Суворова. Он получил одно указание: «победить».
12 июля генерал Каменский прибыл к корпусу, который отступал от Алаво к Тавастгусту. Отойдя на параллель города Таммерфорса, Каменский остановил войска, устроил их, снабдил продовольствием и в начале августа перешёл в наступление. К этому времени главные силы корпуса (10,5 тысяч человек при 83 артиллерийских орудиях) находились у Кумалакса и Кухмойса, имея авангард Е. И. Властова у Сауриярви и небольшие отряды: И. М. Эриксона — у Кеуру и Сабанеева — у Руовеси.
Между тем, шведские войска Клингспора начали наступление от Сальми к Алаво, где 5 августа разбили соединённый отряд Эриксона и Сабанеева. Каменский узнал об этом, подходя к Сауриярви. Приказав авангарду Властова продолжать движение на Карстулу и Линтулакс в тыл шведам, Каменский быстро повернул через Ервескюля на Алаво и 13 августа занял его, пройдя за 5 дней более 150 км. Отсюда, выждав успехов Властова на фланге, Каменский двинулся за отступавшими шведами и 19 августа подошёл к Куортане.
Здесь главные силы шведов графа К. Клингспора занимали укреплённую позицию, имея перед фронтом озеро Нисо и болотистую речку. Правый фланг примыкал к большому Куортанскому озеру, левый упирался в густой лес и был усилен земляным валом, редутами и засеками. Позицию занимали до 7 тысяч солдат при 30 орудиях и до 6 тысяч (по др. данным 3 тысячи) вооружённых крестьян. Ниве сообщает, что численность шведской армии составляла свыше 7 тысяч солдат и не менее 4—5 тысяч ополченцев при 30 орудиях. 
Каменский приближался к Куортане тремя эшелонами: впереди — авангард Я. П. Кульнева, за ним отряд Эриксона, наконец, главные силы. В обход озера Куортане был направлен небольшой отряд Казачковского (1 батальон, 1 эскадрон), а к левому флангу позиции должен был выйти подполковник Ф. А. Луков, выделенный с 1 пехотным полком и полуэскадроном из отряда Властова от Линтулакса.
Вечером 19 августа Кульнев, тесня шведов, подошёл к позиции и даже захватил было мост у Руона, но был отбит огнём батарей, а мост был сожжён. Ночью подошёл весь корпус. Немедленно стали строить батареи на картечный выстрел от позиции. За темнотой невозможно было произвести рекогносцировку, и Каменский составил план атаки, основываясь на показаниях Раевского и его офицеров, занимавших эти места шесть недель назад. Он решил атаковать левый фланг шведов, выделив для этого восемь батальонов Раевского. С фронта должен был действовать Кульнев с 3 батальонами. Остальные 3 батальона поставлены в общем резерве на большой дороге. Тщетно прождав всю ночь известий от Лукова, Каменский в 10 часов утра решил начать бой…

## Битва
Генерал Раевский двинулся густым лесом, медленно преодолевая местные преграды; при колонне несли на руках два орудия в разобранном виде; около 5 км было пройдено за первые 4 часа. Оставив у Сиполы полк с 2 пушками, Раевский двинулся дальше к деревушке Хероя и начал развёртываться против левого фланга позиции. Однако, попытки дебушировать из леса были остановлены картечью. Кроме того, шведы, заметив изолированное положение обходной колонны и пользуясь бездействием на фронте позиции, подтянув к своему левому флангу резервы и часть сил с правого фланга, атаковали Раевского, стремясь отрезать его от главных сил.
С большим трудом удалось удержать деревню Херою батальоном, подоспевшим из деревни Сиполы. Узнав о тяжёлом положении отряда Раевского, граф Каменский выслал на подмогу два эскадрона, а затем часть пехоты Кульнева; в общем резерве остаётся 1 батальон.
Тем временем Раевский был оттеснён к местечку Хероя, и последовала новая атака шведов в направлении на населённый пункт Сипола. Огонь 2-х артиллерийских орудий, бывших с колонной Раевского, помог удержать шведов. С прибытием подкреплений, уже в сумерках надвигавшейся ночи, Раевский перешёл в наступление, общим ударом в штыки опрокинул шведов и преследовал их до главной позиции. Наступившая ночь прекратила бой.
Шведский военачальник Мориц Клингспор, узнав тем временем о движении отрядов Лукова и Казачковского, решил не ожидать новой атаки на следующий день. Оставив пикеты для поддержания бивачных огней, он ночью отступил к селению Сальми. В свою очередь, Каменский, не считая себя достаточно сильным для возобновления боя, отдал уже распоряжения о вытягивании обозов на Алаво, когда разведка Кульнева обнаружила, что шведы оставили свои позиции. Утром русские войска заняли шведский лагерь, а Кульневу с авангардом и подошедшим отрядом Лукова было поручено преследование. Шведы пытались удержаться на позиции у Сальми, но были опрокинуты Кульневым и продолжили отступление.

## Итоги
Следствием русской победы у Куортане стало непрерывное отступление шведов за Ваасу.